# Kadeřavost broskvoně

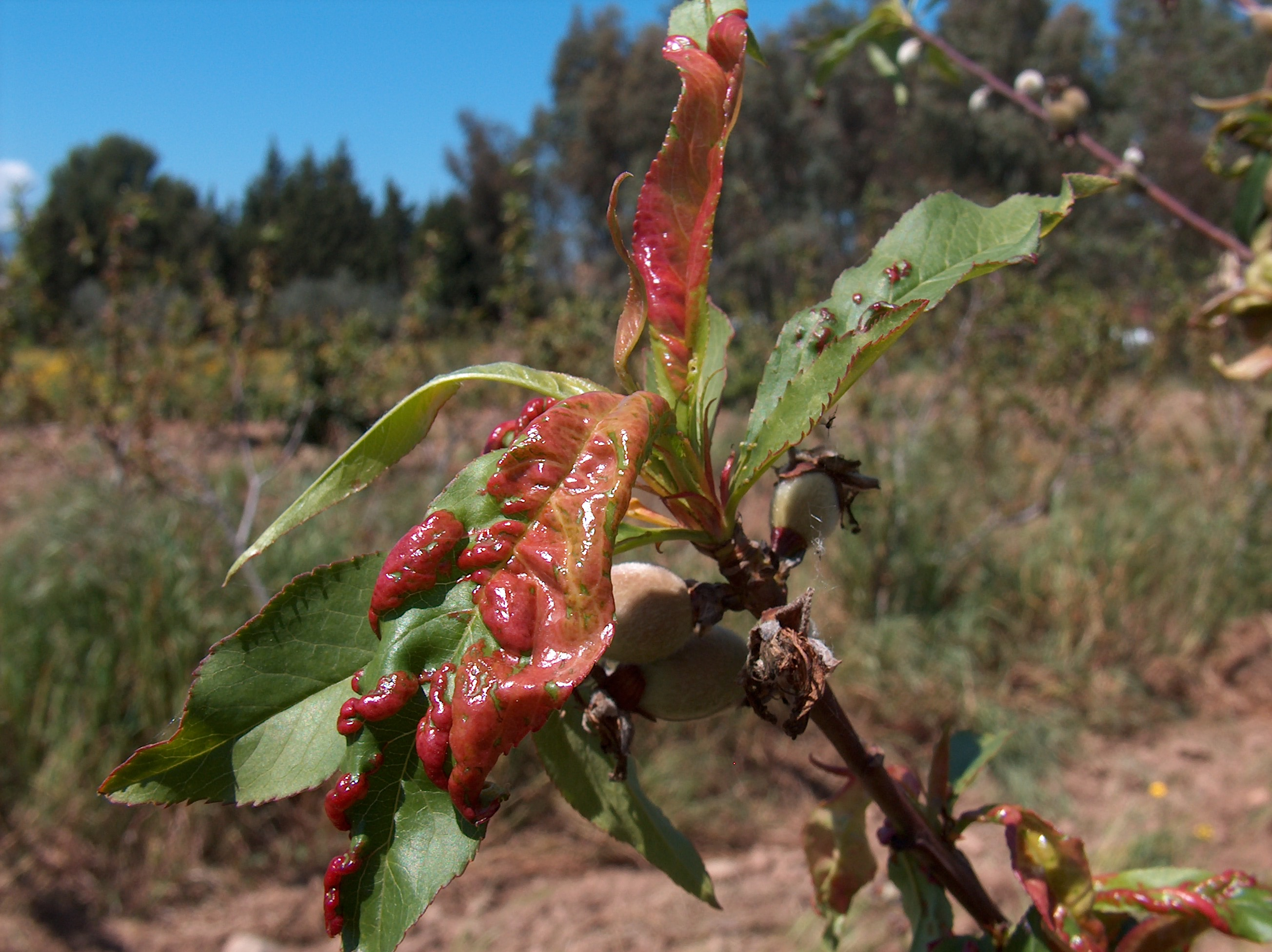
Kadeřavost broskvoně ve stádiu, kdy už chemická ochrana nepomůže

Kadeřavost broskvoně je choroba broskvoně způsobená houbou palcatka broskvoňová (Taphrina deformans) z podkmene hub Taphrinomycotina. Choroba se projevuje deformací listů broskvoně téměř pravidelně, každoročně, v jarním období. Rozvoj choroby podporuje teplé počasí v období rašení. Pokud je v období od počátku rašení do konce kvetení převážně teplejší a především sušší počasí, k významným výskytům choroby nedojde. Převážně stačí provést a plně postačuje základní ošetření v období nalévání pupenů. Opakovat ošetření není pak zapotřebí. V roce 2012 v takovém počasí nebyl významný výskyt choroby ani v neošetřených výsadbách.

## Hostitelské rostliny
Broskvoň obecná, méně často mandloň obecná a broskvomandloň. U broskvoní jsou mezi kultivary rozdíly v náchylnosti.

## Příznaky
Jsou obvykle zpozorovány ve fázi napadení listů. Patogen způsobuje především poškození listů broskvoní. Ihned po vyrašení vypadají listy broskvoní při zběžném pohledu beze změn. Později se na nich objevují nepravidelné puchýře. Často jsou první příznaky zaměněny s poškozením listů mšicemi, jenž způsobuje rovněž obdobné deformace listů a změnu zbarvení. Listy se deformují v zpočátku méně, později silně vypouklé, typicky puchýřům podobné zelené skvrny postupně červenající barvy. List se poté celý deformuje a zkadeří. Pletiva jsou ztloustlá a bělavá. Na spodní straně listů se tvoří bělavý povlak. Listy posléze opadávají a narůstají nové , které mohou být znovu napadeny. Méně často jsou poškozovány letorosty, květy a plody. Napadené letorosty zastaví růst, dochází k zdvojování a deformaci letorostu, praskání pletiv. Často se u napadených výhonů objevuje klejotok, silně napadené letorosty zasychají. Červenofialové, lesklé a okrouhlé skvrny, obvykle s nepravidelným okrajem, se vytváří vzácně i na plodech. Napadené plody se v důsledku omezení růstu postižených pletiv dále deformují a praskají.

## Vliv napadení
Celkový, někdy opakovaný opad listů a oslabení rostliny na počátku vegetace. Snížení výnosu a kvality plodů i v následujícím roce. Patogen oslabuje životaschopnost a zkracuje životnost stromu, snižuje mrazuvzdornost. Mohou odumírat části nebo celé výhony.

## Ochrana

### Agrotechnické zásady
Jistý význam má výsadba méně náchylných odrůd, kde je menší riziko napadeni, menší potřeba chemické ochrany a nižší riziko neúčinnosti postřiku.
Je důležité dbát na vyrovnanou výživu a dostatek vápníku. Při silném napadení a významném oslabení stromu jsou velice důležitá všechna opatření, která podporují rychlou regeneraci dřeviny – tedy přihnojení dusíkem, vydatná zálivka, silné omezení násady plodů. Tak lze předejít oslabení stromů a zvýšení jejich náchylnosti k ostatním chorobám, které mohou vést až k odumření. Deštivé počasí na jaře podporuje výskyt onemocnění. V rámci integrované ochrany je doporučeno v oblastech ohrožených chorobou pěstovat méně náchylné odrůdy broskvoní. Někdy je doporučováno napadené listy s výhony pečlivě odstranit a zlikvidovat, nejlépe spálit, spory však většinou přezimují na letorostech.

### Chemická ochrana
Chemická ošetření proti kadeřavosti broskvoně je doporučeno provést každý rok bez ohledu na předchozí výskyt choroby. 0 účinnosti chemické ochrany rozhoduje výběr fungicidu a doba zásahu. Pro volbu termínu postřiku je rozhodující fenofáze a nikoliv kalendářní datum. Výzkumníci z ústavu v Těšeticích doporučují ošetřovat při hodnotě 110-120 hodin nad 7 °C, ale považují za vhodné začít většinou již při hodnotě nad 100 hodin.
Postřik provedeme jen za příznivých povětrnostních podmínek – za suchého bezvětrného počasí s teplotami 7 až 10 °C v období nalévání pupenů a hrozí riziko infekce. Pro toto základní ošetření v prvním období napadení je nejvhodnější aplikace měďnatých fungicidů.
Rozvoj choroby podporuje teplé počasí v období rašení a v takovém případě dostačuje jedno ošetření. V případě chladného počasí je třeba vývoj podle potřeby 1-2× opakovat. Další postřiky se opakují po jednom až dvou týdnech. Počet postřiků, a jejich termíny proto musí zohlednit trvání infekčního období patogena. Za mrazivého počasí ošetření není možné. Při ošetření v období rašení je doporučen Champion 50 WP. Pro další ošetřeni jsou doporučeny organické fungicidy. V podmínkách ČR je ošetření těsně před kvetením považováno za zcela neefektivní.
Někdy je zahrádkáři doporučován třetí postřik. Je prováděn v době, kdy listy broskvoní opadávají. Opět jsou aplikovány i opakovaně mědnaté přípravky, avšak ještě před příchodem mrazivého počasí.

#### Určení doby ošetření
Určení doby ošetření je důležité pro účinný zásah. Ačkoliv lze chemickou ochranu provádět kdykoliv od opadu listů na podzim do rašení, na základě nových informací se doporučuje ošetřovat, když teplota vzduchu překročí 5 °C. Nejvhodnější je proto počátek zásahu provádět přibližně ve fenofází květu až dokvétání lísky obecné (jehnědy uvolňují pyl). 

### Doporučené přípravky
- bordeauxská jícha (zásaditý síran měďnatý)
- DELAN 750 SC (dithianon)
- DELAN 700 WDG (dithianon)
- DITHANE DG (mancozeb)
- DITHANE M 45 (mancozeb)
- CHAMPION 50WP (zásaditý síran měďnatý)
- KUPRIKOL 50 (oxychlorid mědi)
- NOVOZIR MN 80 (mancozeb)
- SULKA (polysulfid Ca)
- SYLLIT 65 (dodine)
- POLYBARIT (polysulfid barya)
- ZIMAN S 80
- VENTUROL
- CUPROCAFFARO
- FLOWBRIX
- FUNGURAN – OH 50 WP
- KOCIDE 200065 WP
- THIRAM GRANUFLO

Ochranná lhůta u přípravků obsahujících mancozeb je 21 dní.

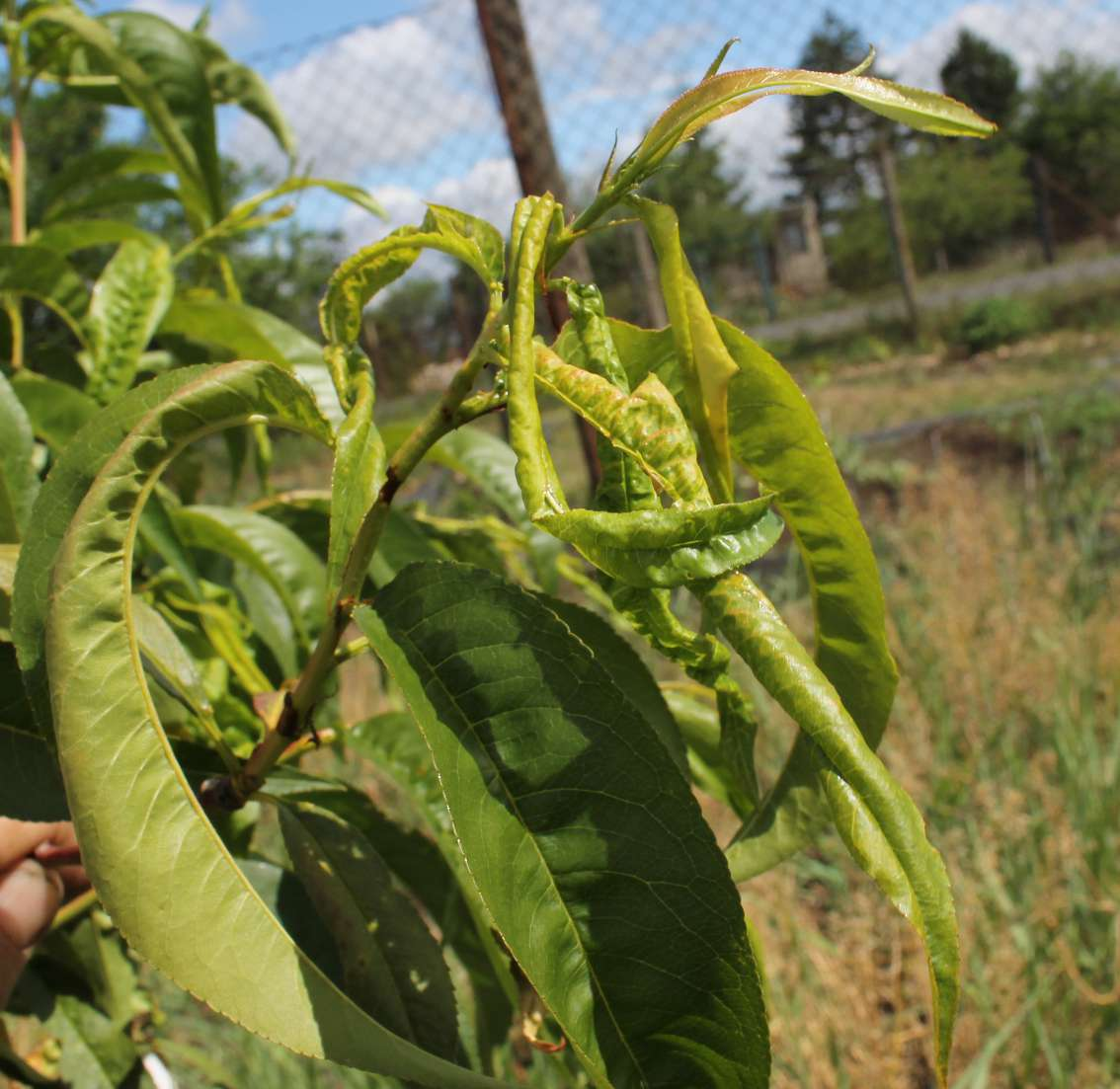
Poškození v roce 2012.
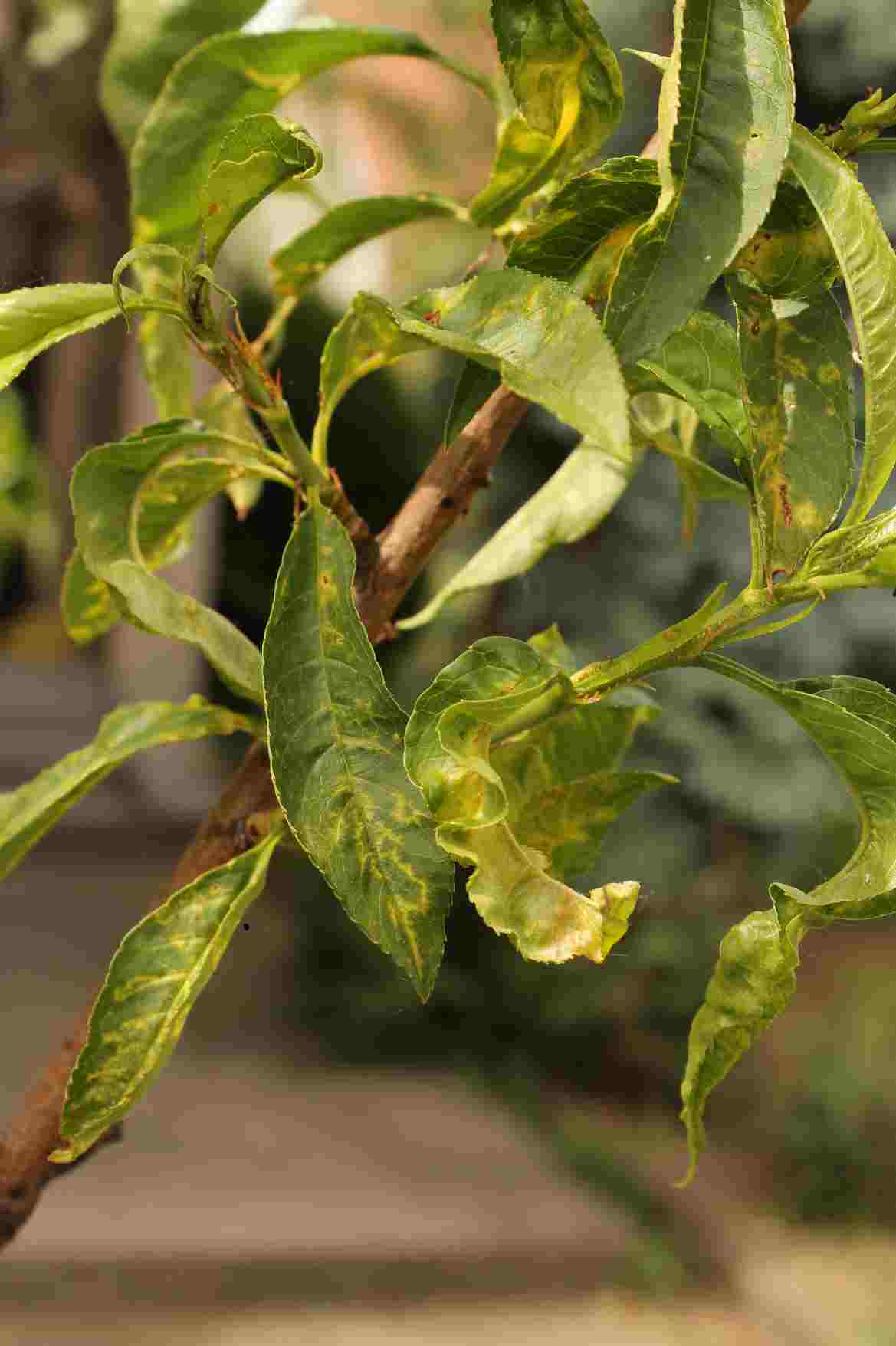
Poškození může být zpočátku zaměněno za poškození mšicemi.
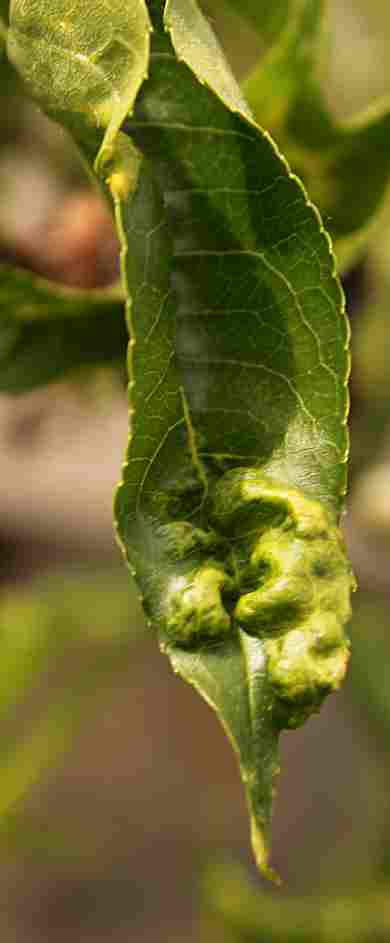
Nepravidelné puchýře vznikající na listu

## Vývojový cyklus patogena
Na spodní a výjimečně i na horní straně napadených listů se v červnu vytváří po houbách zapáchající povlak, vytvářející se vřecka, z nichž se diferencuji spory. Spory klíčí v pučivé pseudomycelium, na nichž se oddělují blastospory, které saprofyticky přetrvávají do příštího roku. Blastospory přezimují především na povrchu rostlinných částí v korunách stromu. Blastospory jsou velmi odolné . Tato saprofytická fáze vývoje houby je rezervoárem patogena na jaře. Spory mohou přežívat i déle než 1 rok. Na jaře po vyrašení dochází k redistribuci blastospor na mladé rostlinné části, především listy a dochází k infekci vyvíjejících se listů. Infikovány mohou byt pouze mladé nerozvinuté listy (do velikosti 1-1,5 cm).
K infekcím dochází jen při ovlhčení listu (deštěm, rosou) a za vhodné teploty. Infekce se rozvíjí při nárůstu teplot nad 6 °C. Teploty nad 26 °C zastavuji infekce. Optimum teplot pro infekci a vývoj houby se pohybuje od 20 do 22 °C. Pokud je po vyrašení spor teplé počasí je vývoj hostitele rychlý a infekce trvá pouze krátké období (2-3 týdny). Za chladnějšího počasí dochází ke zpomalení vývoje hostitele a prodloužení období infekce (5-6 týdnů).